# Dămuc
Dămuc is een Roemeense gemeente in het district Neamț.
Dămuc telt 3148 inwoners.